# Verlorenes Rennen
Verlorenes Rennen ist ein österreichisches Filmdrama aus dem Jahre 1948 von Max Neufeld mit den beiden späteren Topstars Curd Jürgens und O. W. Fischer in den männlichen Hauptrollen und Elfe Gerhart als beider Objekt der Begierde.

## Handlung
Paris 1937. Die junge österreichische Nachwuchszeichnerin Constanze Harrer hat sich in der Stadt der Mode eingefunden, wo sie sich eine Karriere erhofft. Hier lernt sie zwei draufgängerische Trabrennfahrer kennen, den Landsmann Robert Rimml und den Engländer George Miller. Beide haben es ihr angetan, und bald entbrennt zwischen den beiden Reitern ein Wettbewerb um die begehrte Frau. Constanze verliebt sich rasch in den schmucken Briten, doch man verliert sich schließlich aus den Augen, als Constanze zwischenzeitlich ins heimatliche Wien zurückkehren muss. Da wenig später der Zweite Weltkrieg ausbricht, kehrt auch George heim nach Großbritannien. Constanze und Robert begegnen sich bald wieder, und dieser hilft ihr dabei, ihren aus der Armee desertierten Bruder zu retten, in dem er ihn über die Grenze ins sichere Ausland bringt.
Durch diese Hilfsaktion kommen sich Constanze und Robert näher. Constanze wird von ihm als Sekretärin auf sein Gestüt verpflichtet, und aus Fräulein Harrer wird schließlich Frau Rimml. Wie das Schicksal so spielt gerät George Miller in der Zwischenzeit in deutsche Gefangenschaft und wird als Kriegsgefangener auf dem Gestüt eingesetzt. Rasch entbrennt die alte Leidenschaft zwischen ihm und Constanze aufs Neue. Im weiteren Kriegsverlauf gerät nun Robert seinerseits in alliierte Gefangenschaft. 1945 möchte George Constanze unbedingt zu sich nach England mitnehmen, doch Constanze erweist sich als treue Ehefrau und bleibt bei ihrem erschöpften und erkrankten Ehegatten, den sie nach seiner Rückkehr auf das Gestüt aufopferungsvoll gesund pflegt.

## Produktionsnotizen
Verlorenes Rennen entstand zwischen August und Oktober 1948 in Wien und Umgebung (Trabrennplatz Krieau) und in den Wiener Rosenhügel-Ateliers und wurde am 20. Dezember 1948 im Wiener Apollo-Filmtheater uraufgeführt. Die deutsche Premiere erfolgte am 24. März 1950 in Mönchengladbach. Später wurde der Streifen in Du darfst mich nicht verlassen umgetitelt.
Filmproduzent Eduard Hoesch übernahm auch die Produktionsleitung. Gustav Abel entwarf die Filmbauten.

## Kritiken
“Zwei befreundete Trabrennjockeys, der eine Österreicher, der andere Engländer, verlieben sich in dasselbe Mädel, der Zweite Weltkrieg kommt. Die Männer sind plötzlich zwangsverfeindet. Als der eine das gegen den anderen ausnützen könnte – denn natürlich kann die Frau nur einen lieben –, obsiegt die Solidarität kosmopolitischer Profis … Ein verstocktes Werk der vorsichtigen Rück-, schwerlich nur Heimkehr des Emigranten Max Neufeld: ungleich flüssig-geflissentlicher als seine Vorkriegsfilme, aber auch enger, gehemmter – so als könnte man sich keine Ausbrüche erlauben, als müsste alle Individualität zurückgestellt werden.”
Das Lexikon des Internationalen Films dekretierte kurz: „Eine süßliche Tränenballade voller unechter Gefühle. Unglaubwürdig und klischeehaft.“